# حسین‌آباد (خورمیز)
حسین‌آباد روستایی در دهستان خورمیز بخش مرکزی شهرستان مهریز استان یزد ایران است.

## جمعیت
بر پایه سرشماری عمومی نفوس و مسکن در سال ۱۳۹۵ جمعیت این روستا ۲۱۳ نفر (۶۹خانوار) بوده‌است.